# Rifugio Telegrafo
Das Rifugio Telegrafo, vollständiger Name Rifugio Gaetano Barana al Telegrafo, (deutsch Telegrafo-Hütte) ist eine Schutzhütte der Sektion Verona des Club Alpino Italiano (CAI) auf dem Monte Baldo in der Provinz Verona. Die in der Regel von Anfang Juni bis Ende September geöffnete Hütte verfügt über 47 Schlafplätze sowie einen Winterraum mit 6 Betten.

## Lage und Umgebung
Die Schutzhütte liegt im zentralen Bereich des Monte Baldo an der südlichen Flanke der Punta Telegrafo etwa 50 Höhenmeter und nur wenige Gehminuten unterhalb des Gipfels am Rand eines ehemaligen Gletscherbeckens.
Sie ist mit 2147 m s.l.m. Höhe die höchstgelegene Hütte auf dem Monte Baldo. Neben dem Rifugio steht eine kleine der Heiligen Rosa von Lima geweihte Kirche.

## Geschichte

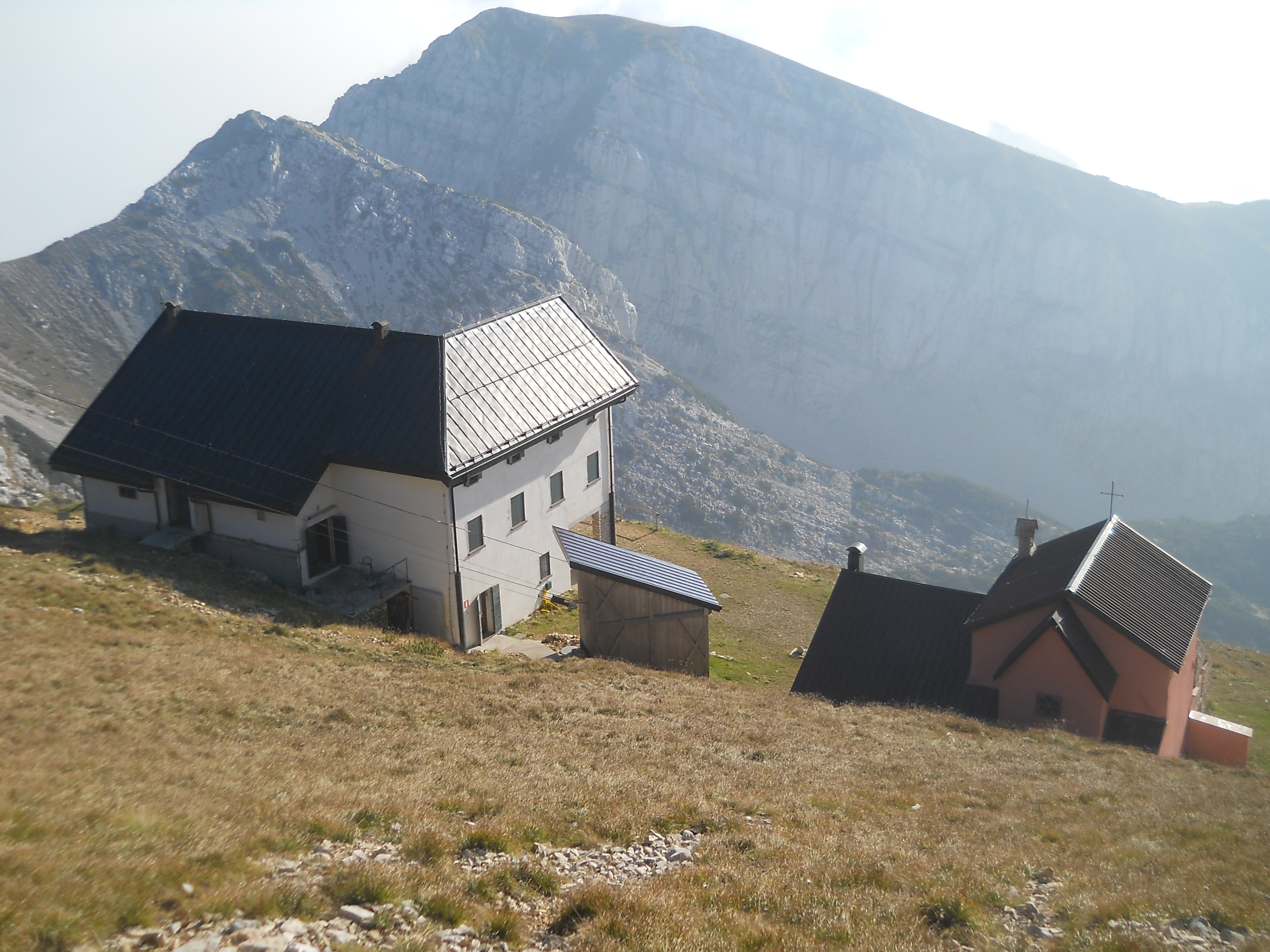
Rifugio und Kirchlein Santa Rosa

Die ersten Pläne zum Bau einer Schutzhütte am Telegrafo gehen auf das Jahr 1891 zurück. Nachdem die Sektion Verona des CAI die nötigen Mittel für den Bau aufgetrieben hatte und der Baugrund von der Gemeinde Castelletto di Brenzone zur Verfügung gestellt worden war, erfolgte der erste Spatenstich im Juli 1897. Am 26. September 1897 konnte das  Rifugio bereits eingeweiht werden. Es war den beiden Botanikern Francesco Calzolari und Giovanni Pona gewidmet, die bei der Erforschung der Pflanzenwelt des Monte Baldo Pionierarbeit geleistet haben. Die Nähe zu Verona, seit 1889 bestand die Bahnstrecke nach Caprino Veronese, führte zu rasch ansteigenden Besucherzahlen, so dass die Hütte bald zu klein war und 1907 das erste Mal erweitert werden musste. Ein weiterer Ausbau erfolgte 1912.
Im Ersten Weltkrieg diente sie der italienischen Armee als Unterkunft. 1926 musste das Rifugio umfangreich restauriert werden, dabei wurde es zum dritten Mal in seiner Geschichte erweitert und auch die kleine 1901 nebenan erbaute Kirche Santa Rosa neu geweiht. Nach dem Zweiten Weltkrieg konnte die Schutzhütte nach Beseitigung der größten Schäden, so war bei einem Sturm das Dach abgetragen worden, wieder eröffnet werden. 1966 wurde das in die Jahre gekommene Rifugio vollständig neu errichtet und nach Gaetano Barana umbenannt, dessen Sohn eine beträchtliche Summe für den Neubau spendete. Zum hundertjährigen Bestehen fanden 1997 unter anderem mit dem Neubau der Materialseilbahn weitere größere Arbeiten statt.

## Zugänge
- Von der Baita Novezza, 1416 m ⊙ auf Weg 652 (2 Stunden 15 Minuten)
- Von Novezzina, 1255 m ⊙ auf Weg 657 (2 Stunden 45 Minuten)
- Von Malga Valfredda, 1321 m ⊙ auf Weg 656 (2 Stunden 45 Minuten)
- Von Due Pozze, 1298 m ⊙ auf Weg 51, 55 (3 Stunden 30 Minuten)
- Von Prada Alta, 995 m ⊙ auf Weg 655 (4–5 Stunden)
- Von der Seilbahnstation Passo Tratto Spino, 1753 m ⊙ auf Weg 651 (4–5 Stunden)
- Vom Val delle Nogare, 1100 m ⊙ auf Weg 654 (2 Stunden 45 Minuten)
- Von Assenza, 65 m ⊙ auf Weg 654 (6 Stunden)

## Nachbarhütten und Übergänge
- Zum Rifugio Chierego, 1905 m ⊙ auf Weg 658 in 1 Stunde 10 Minuten
- Zum Rifugio Altissimo Damiano Chiesa, 2060 m ⊙ auf Weg 651, 652 in 6 Stunden 20 Minuten